# 杉山明男
杉山 明男（すぎやま あきお、1926年(大正15年)6月20日 - 2011年(平成23年)11月13日）は、日本の教育学者。
静岡県生まれ。1952年東京大学文学部教育学科卒、同年名古屋大学教育学部助手。57年1月神戸大学講師、61年7月助教授、73年5月教授、77 - 81年教育学部長、78年「集団主義教育の理論」で名大教育学博士。90年定年退官、名誉教授、91年吉備国際大学教授、加計学園国際教育研究所長。長女・杉山直子（1960 - ）はアメリカ文学者、日本女子大学教授。

## 著書
- 『集団主義教育の構造』明治図書出版、1966
- 『みんなの授業研究 授業の見方・考え方・進め方』部落問題研究所出版部 同和教育シリーズ、1972
- 『はぐるまの授業』部落問題研究所 はぐるまシリーズ、1975
- 『集団主義教育の理論』明治図書出版、1977
- 『授業の創造 文学の教材と授業』部落問題研究所、1984

### 共編著
- 『教員養成大学』高木太郎共編 三一新書、1959
- 『はぐるま 文学読本 中学校用』住井すゑ、西郷竹彦、佐古田好一共編 部落問題研究所出版部、1968
- 『集団づくりをめざす学級会活動の計画』編 明治図書出版、1974
- 『読み・書き・計算 学力の基礎』岸本裕史共編 青木書店 どの子も伸びる教育実践シリーズ、1984

### 翻訳
- スホムリンスキー『中学校の教師集団』明治図書、1962
- スホムリンスキー『子どもの精神世界』監訳 新読書社、1984
- スホムリンスキー『学力論』編 米田英一ほか訳 新読書社、1988

## 参考
- 『人事興信録』1995年
- 訃報